# Instituto Superior de Ciências da Educação do Huambo
O Instituto Superior de Ciências da Educação do Huambo (ISCED-HBO) é uma instituição de ensino superior pública angolana, sediada na cidade do Huambo.
A instituição surgiu ligada à Universidade Agostinho Neto, passando à autonomia plena em meio as reformas no ensino superior angolano ocorridas nos anos de 2008 e 2009.
Tem a sua área de atuação restrita á província do Huambo.

## Histórico
O ISCED-HBO descende do polo de licenciaturas da Universidade Agostinho Neto (UAN) no Huambo, inaugurado em 1988. O polo era um dos vários Institutos Superiores de Ciências da Educação (ISCED's) da UAN espalhados por Angola, porém com a característica especial de estar adstrito ao "Centro Universitário do Huambo" (CUHua).
A instituição funcionou normalmente até 1992, quando explodiu a segunda fase da Guerra Civil Angolana, que acabou por destruir muitas das estruturas educacionais do país. Retornou ao funcionamento em 2001.
Em 2008 o ISCED-HBO é afetado com a reforma do ensino superior promovida pelo governo de Angola. A reforma propunha a descentralização dos polos da UAN, de maneira que pudessem constituir novos institutos de ensino superior autónomos. De tal proposta o Instituto Superior de Ciências da Educação do Huambo passa à plena autonomia, efetivada pelo decreto-lei n.° 7/09, de 12 de maio de 2009, aprovado pelo Conselho de Ministros. O CUHua, por sua vez, tornou-se a Universidade José Eduardo dos Santos (UJES).

## Oferta formativa
O ISCED-HBO tinha, em 2018, as seguintes ofertas formativas a nível de licenciatura e pós-graduação:

### Licenciaturas
As licenciaturas ofertadas são:
- Biologia;
- Física;
- Geografia;
- História;
- Língua portuguesa;
- Língua inglesa;
- Matemática;
- Pedagogia;
- Psicologia;
- Química.

### Pós-graduação
A nível de mestrado a oferta é a seguinte:
- Educação e Conservação da Natureza;
- Ciências da Educação.